# Cyclosorus perpubescens
Cyclosorus perpubescens är en kärrbräkenväxtart som först beskrevs av Arthur Hugh Garfit Alston, och fick sitt nu gällande namn av Mazumdar och Mukhop. Cyclosorus perpubescens ingår i släktet Cyclosorus och familjen Thelypteridaceae. Inga underarter finns listade.